# Giovanni Argenterio
Giovanni Argenterio (Castelnuovo d'Asti, 1513 – Torino, 13 maggio 1572) è stato un medico italiano.

De morbis

Dopo un soggiorno in Francia, a Lione, fu docente di medicina a Pisa, Napoli, Mondovì e Torino. Divenne celebre per aver scritto In artem medicinalem Galeni commentarii tres nel 1553. Fra le sue opere di medicina vi è un trattato sulle malattie, il De morbis, pubblicato nel 1548.